# BFC Daugavpils
BFC Daugavpils ist ein lettischer Fußballverein aus Daugavpils, der seit 2019 in der höchsten lettischen Spielklasse, der Virslīga, spielt.

## Geschichte
Der Verein wurde 2009 gegründet und spielte zu Beginn in der 1. līga. Nachdem der Verein mehrere Male im Mittelfeld landete, wurde er 2013 Meister und stieg somit in die Virslīga auf, die höchste lettische Liga. Der Verein beendete seine erste Saison in der Virslīga als Achter und schaffte den Klassenerhalt. Auch in der folgenden Saison gelang dem Verein der Klassenerhalt mit dem 6. Platz. In der Saison 2016 wurde der Verein Letzter und musste den Gang in die 1. līga antreten.

## Statistik
| Saison | Liga     | Platz/Mannschaften | Spiele | S  | U | N  | T   | GT | P  | Lettischer Fußballpokal |
| ------ | -------- | ------------------ | ------ | -- | - | -- | --- | -- | -- | ----------------------- |
| 2010   | 1. līga  | 7/12               | 22     | 7  | 3 | 12 | 28  | 35 | 24 | Keine Teilnahme         |
| 2011   | 1. līga  | 8/13               | 24     | 8  | 5 | 11 | 37  | 57 | 29 | Sechzehntelfinale       |
| 2012   | 1. līga  | 4/14               | 26     | 15 | 7 | 4  | 49  | 20 | 52 | Achtelfinale            |
| 2013   | 1. līga  | 1/16               | 30     | 25 | 4 | 1  | 104 | 16 | 79 | Achtelfinale            |
| 2014   | Virslīga | 8/10               | 36     | 8  | 5 | 23 | 30  | 65 | 29 | Achtelfinale            |
| 2015   | Virslīga | 6/8                | 24     | 2  | 8 | 14 | 14  | 37 | 14 | Viertelfinale           |
| 2016   | Virslīga | 8/8                | 28     | 2  | 5 | 21 | 13  | 56 | 11 | Viertelfinale           |
| 2017   | 1. līga  | 3/14               | 22     | 15 | 2 | 5  | 58  | 14 | 47 | Achtelfinale            |
| 2018   | 1. līga  | 1/12               | 22     | 19 | 1 | 2  | 120 | 14 | 58 | Viertelfinale           |
| 2019   | Virslīga | 8/9                | 27     | 5  | 5 | 17 | 30  | 48 | 31 | Viertelfinale           |
| 2020   | Virslīga | 8/10               | 32     | 8  | 7 | 17 | 27  | 50 | 20 | Achtelfinale            |
| 2021   | Virslīga | 6/9                | 28     | 9  | 5 | 14 | 37  | 53 | 32 | Viertelfinale           |
| 2022   | Virslīga | 7/10               | 36     | 9  | 7 | 20 | 30  | 67 | 34 | Achtelfinale            |
| 2023   | Virslīga | 7/10               | 36     | 9  | 9 | 18 | 40  | 52 | 36 | Achtelfinale            |
| 2024   | Virslīga | 5/10               | 36     | 11 | 9 | 16 | 43  | 60 | 42 | Achtelfinale            |

### Europapokalbilanz
| Saison  | Wettbewerb             | Runde                  | Gegner              | Gesamt | Hin     | Rück    |
| ------- | ---------------------- | ---------------------- | ------------------- | ------ | ------- | ------- |
| 2025/26 | UEFA Conference League | 1. Qualifikationsrunde | KS Vllaznia Shkodra | 3:4    | 1:0 (A) | 2:4 (H) |

Gesamtbilanz: 2 Spiele, 1 Sieg, 1 Niederlage, 3:4 Tore (Tordifferenz −1)
Stand: 17. Juli 2025